# Universidad Ateneo de Dávao
La Universidad Ateneo de Dávao (en cebuano: Unibersidad Ateneo de Dávao; en filipino: Pamantasang Ateneo de Dávao; en inglés: Ateneo de Dávao University o AdDU) es una institución de educación superior en la ciudad de Dávao en Filipinas. Fue fundada por la Compañía de Jesús en 1948. Su presidente actual es Joel Tábora.